# Jan I van Aumale
Jan I van Aumale (overleden op 11 juli 1302) was van 1260 tot aan zijn dood graaf van Aumale. Hij behoorde tot het huis Ivrea. 

## Levensloop
Jan I was de zoon van graaf Ferdinand II van Aumale en diens echtgenote Laura, dochter van graaf Amalrik VI van Montfort. Zijn vader was de zoon van koning Ferdinand III van Castilië en diens tweede echtgenote Johanna van Dammartin, gravin van Aumale en Ponthieu.   
Na de dood van zijn vader in 1260 werd Jan I naast zijn grootmoeder Johanna graaf van Aumale. Toen Johanna in 1279 overleed, werd Jan I alleen graaf van Aumale. Het graafschap Ponthieu ging echter naar Johanna's dochter Eleonora van Castilië, die gehuwd was met koning Eduard I van Engeland. Jan betwistte dit, maar moest zich uiteindelijk tevreden stellen met het graafschap Aumale. 
Op 11 juli 1302 sneuvelde hij tijdens de Guldensporenslag.

## Huwelijk en nakomelingen
Jan was gehuwd met Ida van Meulan. Ze kregen twee kinderen:
- Laura (1275-1324)
- Jan II (1293-1343), graaf van Aumale, huwde met Catharina van Artesië, gravin van Vandosine en Castres en dochter van Filips van Artesië.

## Voorouders
| Voorouders van Jan I van Aumale (-1302) | Voorouders van Jan I van Aumale (-1302)                                    | Voorouders van Jan I van Aumale (-1302)                                    | Voorouders van Jan I van Aumale (-1302)                                    | Voorouders van Jan I van Aumale (-1302)                                    | Voorouders van Jan I van Aumale (-1302)                            | Voorouders van Jan I van Aumale (-1302)                            | Voorouders van Jan I van Aumale (-1302)                              | Voorouders van Jan I van Aumale (-1302)                              |
| --------------------------------------- | -------------------------------------------------------------------------- | -------------------------------------------------------------------------- | -------------------------------------------------------------------------- | -------------------------------------------------------------------------- | ------------------------------------------------------------------ | ------------------------------------------------------------------ | -------------------------------------------------------------------- | -------------------------------------------------------------------- |
| Overgrootouders                         | Alfons IX van León (1171-1230) ∞ Berenguela van Castilië (1180-1246)       | Alfons IX van León (1171-1230) ∞ Berenguela van Castilië (1180-1246)       | Simon van Dammartin (1180-1239) ∞ Maria van Ponthieu (1199-1251)           | Simon van Dammartin (1180-1239) ∞ Maria van Ponthieu (1199-1251)           | Simon IV van Montfort (1160-1218) ∞ Alix van Montmorency (–)       | Simon IV van Montfort (1160-1218) ∞ Alix van Montmorency (–)       | Guigo VI van Bourgondië (1184-1237) ∞ Beatrix van Sabran (1182-1248) | Guigo VI van Bourgondië (1184-1237) ∞ Beatrix van Sabran (1182-1248) |
| Grootouders                             | Ferdinand III van Castilië (1199-1252) ∞ Johanna van Dammartin (1220-1279) | Ferdinand III van Castilië (1199-1252) ∞ Johanna van Dammartin (1220-1279) | Ferdinand III van Castilië (1199-1252) ∞ Johanna van Dammartin (1220-1279) | Ferdinand III van Castilië (1199-1252) ∞ Johanna van Dammartin (1220-1279) | Amalrik VI van Montfort (1195-1241) ∞ Beatrix van Viennois (-1241) | Amalrik VI van Montfort (1195-1241) ∞ Beatrix van Viennois (-1241) | Amalrik VI van Montfort (1195-1241) ∞ Beatrix van Viennois (-1241)   | Amalrik VI van Montfort (1195-1241) ∞ Beatrix van Viennois (-1241)   |
| Ouders                                  | Ferdinand II van Aumale (1238-1260) ∞ Laura van Montfort (-1270)           | Ferdinand II van Aumale (1238-1260) ∞ Laura van Montfort (-1270)           | Ferdinand II van Aumale (1238-1260) ∞ Laura van Montfort (-1270)           | Ferdinand II van Aumale (1238-1260) ∞ Laura van Montfort (-1270)           | Ferdinand II van Aumale (1238-1260) ∞ Laura van Montfort (-1270)   | Ferdinand II van Aumale (1238-1260) ∞ Laura van Montfort (-1270)   | Ferdinand II van Aumale (1238-1260) ∞ Laura van Montfort (-1270)     | Ferdinand II van Aumale (1238-1260) ∞ Laura van Montfort (-1270)     |